# Rock directo
Rock directo es el cuarto álbum de estudio como solista del guitarrista argentino Claudio Marciello, publicado en 2013 por Dejesu.

## Lista de canciones
| N.º | Título                       | Duración |  |
| 1.  | «Más allá de todo mal»       | 3:05     |  |
| 2.  | «Mi amigo Bray»              | 2:45     |  |
| 3.  | «Rock directo»               | 3:33     |  |
| 4.  | «Mejor me voy»               | 3:47     |  |
| 5.  | «Lo verías bien»             | 3:20     |  |
| 6.  | «Única»                      | 3:19     |  |
| 7.  | «Aprenderás»                 | 3:33     |  |
| 8.  | «Dale masa»                  | 2:31     |  |
| 9.  | «Pablo Blues»                | 4:24     |  |
| 10. | «Soy un luchador»            | 3:22     |  |
| 11. | «No te dejes acorralar»      | 3:06     |  |
| 12. | «Sentir la fe»               | 3:55     |  |
| 13. | «Gastando las vías»          | 3:29     |  |
| 14. | «Caballo negro» (Almafuerte) | 2:30     |  |